# Vuelta a España 2019
La Vuelta a España 2019, settantaquattresima edizione della corsa e valida come trentaduesima prova dell'UCI World Tour 2019, si è svolta in ventuno tappe dal 24 agosto al 15 settembre 2019 su un percorso di 3 290,7 km, con partenza da Salinas de Torrevieja e arrivo a Madrid, in Spagna. La vittoria fu appannaggio dello sloveno Primož Roglič, il quale completò il percorso in 83h07'14", precedendo lo spagnolo Alejandro Valverde e lo sloveno Tadej Pogačar. Alla vigilia, i nomi dei principali favoriti erano Nairo Quintana, Fabio Aru, Jakob Fuglsang, Primož Roglič, Alejandro Valverde, Rafał Majka, Steven Kruijswijk, Miguel Ángel López, Rigoberto Urán e Wout Poels.
Sul traguardo di Madrid 153 ciclisti, su 176 partiti da Salinas de Torrevieja, portarono a termine la competizione.

## Tappe
| Tappa  | Data         | Percorso                                             | km      | Vincitore di tappa | Leader cl. generale |
| ------ | ------------ | ---------------------------------------------------- | ------- | ------------------ | ------------------- |
| 1ª     | 24 agosto    | Salinas de Torrevieja > Torrevieja (cron. a squadre) | 13,4    | Astana Pro Team    | Miguel Ángel López  |
| 2ª     | 25 agosto    | Benidorm > Calp                                      | 199,6   | Nairo Quintana     | Nicolas Roche       |
| 3ª     | 26 agosto    | Ibi > Alicante                                       | 188     | Sam Bennett        | Nicolas Roche       |
| 4ª     | 27 agosto    | Cullera > El Puig                                    | 175,5   | Fabio Jakobsen     | Nicolas Roche       |
| 5ª     | 28 agosto    | L'Eliana > Observatorio Astrofísico de Javalambre    | 170,7   | Ángel Madrazo      | Miguel Ángel López  |
| 6ª     | 29 agosto    | Mora de Rubielos > Ares del Maestrat                 | 198,9   | Jesús Herrada      | Dylan Teuns         |
| 7ª     | 30 agosto    | Onda > Mas de la Costa                               | 183,2   | Alejandro Valverde | Miguel Ángel López  |
| 8ª     | 31 agosto    | Valls > Igualada                                     | 166,9   | Nikias Arndt       | Nicolas Edet        |
| 9ª     | 1º settembre | Andorra la Vella (AND) > Cortals d'Encamp (AND)      | 94,4    | Tadej Pogačar      | Nairo Quintana      |
|        | 2 settembre  | giorno di riposo                                     |         |                    |                     |
| 10ª    | 3 settembre  | Jurançon (FRA) > Pau (FRA) (cron.individuale)        | 36,2    | Primož Roglič      | Primož Roglič       |
| 11ª    | 4 settembre  | Saint-Palais (FRA) > Urdax-Dantxarinea               | 180     | Mikel Iturria      | Primož Roglič       |
| 12ª    | 5 settembre  | Circuito di Navarra > Bilbao                         | 171,4   | Philippe Gilbert   | Primož Roglič       |
| 13ª    | 6 settembre  | Bilbao > Los Machucos/Monumento Vaca Pasiega         | 166,4   | Tadej Pogačar      | Primož Roglič       |
| 14ª    | 7 settembre  | San Vicente de la Barquera > Oviedo                  | 188     | Sam Bennett        | Primož Roglič       |
| 15ª    | 8 settembre  | Tineo > Santuario del Acebo                          | 154,4   | Sepp Kuss          | Primož Roglič       |
| 16ª    | 9 settembre  | Pravia > Alto de La Cubilla                          | 144,4   | Jakob Fuglsang     | Primož Roglič       |
|        | 10 settembre | giorno di riposo                                     |         |                    |                     |
| 17ª    | 11 settembre | Aranda de Duero > Guadalajara                        | 219,6   | Philippe Gilbert   | Primož Roglič       |
| 18ª    | 12 settembre | Colmenar Viejo > Becerril de la Sierra               | 177,5   | Sergio Higuita     | Primož Roglič       |
| 19ª    | 13 settembre | Avila > Toledo                                       | 165,2   | Rémi Cavagna       | Primož Roglič       |
| 20ª    | 14 settembre | Arenas de San Pedro > Plataforma de Gredos           | 190,4   | Tadej Pogačar      | Primož Roglič       |
| 21ª    | 15 settembre | Fuenlabrada > Madrid                                 | 106,6   | Fabio Jakobsen     | Primož Roglič       |
| Totale | Totale       | Totale                                               | 3 290,7 |                    |                     |

## Squadre e corridori partecipanti
Alla Vuelta a España 2019 partecipano 22 squadre composte da 8 corridori ciascuna, per un totale di 176 al via. Alle 18 squadre con licenza World Tour, partecipanti di diritto, se ne aggiungono 4 Professional Continental invitate dall'organizzazione: Burgos-BH, Caja Rural-Seguros RGA, Cofidis, Solutions Crédits e Euskadi Basque Country-Murias.
| N.      | Cod. | Squadra               |
| ------- | ---- | --------------------- |
| 1-8     | MOV  | Movistar Team         |
| 11-18   | ALM  | AG2R La Mondiale      |
| 21-28   | AST  | Astana Pro Team       |
| 31-38   | TBM  | Bahrain-Merida        |
| 41-48   | BOH  | Bora-Hansgrohe        |
| 51-58   | CCC  | CCC Team              |
| 61-68   | DQT  | Deceuninck-Quick Step |
| 71-78   | EF1  | EF Education First    |
| 81-88   | GFC  | Groupama-FDJ          |
| 91-98   | LTS  | Lotto Soudal          |
| 101-108 | MTS  | Mitchelton-Scott      |

| N.      | Cod. | Squadra                |
| ------- | ---- | ---------------------- |
| 111-118 | TDD  | Team Dimension Data    |
| 121-128 | INS  | Team Ineos             |
| 131-138 | TJV  | Team Jumbo-Visma       |
| 141-148 | TKA  | Team Katusha Alpecin   |
| 151-158 | SUN  | Team Sunweb            |
| 161-168 | TFS  | Trek-Segafredo         |
| 171-178 | UAD  | UAE Team Emirates      |
| 181-188 | BBH  | Burgos-BH              |
| 191-198 | CJR  | Caja Rural-Seguros     |
| 201-208 | COF  | Cofidis                |
| 211-218 | EUS  | Euskadi Basque Country |

## Dettagli delle tappe

### 1ª tappa
- 24 agosto: Salinas de Torrevieja > Torrevieja – Cronometro a squadre – 13,4 km

Risultati
| Pos. | Squadra               | Tempo  |
| ---- | --------------------- | ------ |
| 1    | Astana Pro Team       | 14'51" |
| 2    | Deceuninck-Quick-Step | a 2"   |
| 3    | Team Sunweb           | a 5"   |

| Pos. | Corridore          | Squadra | Tempo  |
| ---- | ------------------ | ------- | ------ |
| 1    | Miguel Ángel López | Astana  | 14'51" |
| 2    | Dario Cataldo      | Astana  | s.t.   |
| 3    | Jakob Fuglsang     | Astana  | s.t.   |

Descrizione e riassunto
La prima tappa di questa Vuelta è una cronometro a squadre piatta di 13,4 km, dalle spettacolari Saline di Torrevieja al centro della città. Cronometro vinta a sorpresa dall'Astana, visto che la favorita Jumbo-Visma cade (così come l'UAE Team Emirates di Fabio Aru) per colpa di una perdita d'acqua di un tubo idraulico di una casa lungo il percorso. Miguel Ángel López è così la prima maglia rossa e maglia bianca. Tra i favoriti per la vittoria finale Rigoberto Urán perde 7", Rafał Majka 13", Alejandro Valverde e Nairo Quintana 16", Primož Roglič 40" e Fabio Aru 1'07".

### 2ª tappa
- 25 agosto: Benidorm > Calp – 199,6 km

Risultati
| Pos. | Corridore      | Squadra  | Tempo    |
| ---- | -------------- | -------- | -------- |
| 1    | Nairo Quintana | Movistar | 5h11'17" |
| 2    | Nicolas Roche  | Sunweb   | a 5"     |
| 3    | Primož Roglič  | Jumbo    | s.t.     |

| Pos. | Corridore      | Squadra     | Tempo    |
| ---- | -------------- | ----------- | -------- |
| 1    | Nicolas Roche  | Sunweb      | 5h26'12" |
| 2    | Nairo Quintana | Movistar    | a 2"     |
| 3    | Rigoberto Urán | Educ. First | a 8"     |

Descrizione e riassunto
Seconda tappa di 199 km ondulata ma adatta ai velocisti, anche se a 24,8 km dal traguardo il gruppo deve affrontare l'Alto de puig Llorença (3 km al 9,5%). Incredibilmente proprio su questa salita, dopo che la fuga della prima ora è stata ripresa, si scatena la bagarre tra gli uomini di classifica (i velocisti si staccano). Infatti dopo il GPM si forma un gruppo di 6 corridori che comprende Primož Roglič, Nairo Quintana, Fabio Aru, Nicolas Roche, Mikel Nieve e Rigoberto Urán. Rimasti attardati ad una trentina di secondi Valverde e la maglia rossa Miguel Ángel López. A 3 km dal tragurado di Calpe Nairo Quintana attacca e si prende la tappa in solitaria. Secondo arriva Nicolas Roche, che diventa nuovo leader della generale. Terzo invece è Primož Roglič. Il gruppo Valverde-Lopez arriva a 37". Classifica generale molto corta, con Roglic che recupera terreno dopo la caduta di ieri. Ángel Madrazo è la prima Maglia a pois di questa Vuelta (grazie ai punti dei GPM a inizio tappa).

### 3ª tappa
- 26 agosto: Ibi > Alicante – 188 km

Risultati
| Pos. | Corridore     | Squadra    | Tempo    |
| ---- | ------------- | ---------- | -------- |
| 1    | Sam Bennett   | Bora       | 4h25'02" |
| 2    | Edward Theuns | Trek       | s.t.     |
| 3    | Luka Mezgec   | Mitchelton | s.t.     |

| Pos. | Corridore      | Squadra     | Tempo    |
| ---- | -------------- | ----------- | -------- |
| 1    | Nicolas Roche  | Sunweb      | 9h51'14" |
| 2    | Nairo Quintana | Movistar    | a 2"     |
| 3    | Rigoberto Urán | Educ. First | a 8"     |

Descrizione e riassunto
Terza tappa di 188 km per velocisti con due GPM di 3ª categoria. Vanno in fuga 3 corridori (tra cui Ángel Madrazo che fa punti ai due gPM per la maglia a pois). Sull'ultima salita si stacca uno dei favoriti per la vittoria di tappa Fernando Gaviria, mentre prova invano un attacco Thomas De Gendt. Fuga che viene ripresa a fine salita. Al traguardo volante Roglic prende 1" di abbuono, mentre la volata a ranghi compatti sul traguardo di Alicante viene vinta nettamente da Sam Bennett. Nessuna variazione in classifica generale con Nicolas Roche che rimane in maglia rossa.

### 4ª tappa
- 27 agosto: Cullera > El Puig – 175,5 km

Risultati
| Pos. | Corridore        | Squadra    | Tempo    |
| ---- | ---------------- | ---------- | -------- |
| 1    | Fabio Jakobsen   | Deceuninck | 4h04'16" |
| 2    | Sam Bennett      | Bora       | s.t.     |
| 3    | Fernando Gaviria | UAE        | s.t.     |

| Pos. | Corridore      | Squadra     | Tempo     |
| ---- | -------------- | ----------- | --------- |
| 1    | Nicolas Roche  | Sunweb      | 13h55'30" |
| 2    | Nairo Quintana | Movistar    | a 2"      |
| 3    | Rigoberto Urán | Educ. First | a 8"      |

Descrizione e riassunto
Altra tappa di 175,5 km adatta ai velocisti (con un solo GPM di 3ª categoria). Vanno in fuga 2 corridori. Il gruppo lascia fare, ma ai -60 km dal tragurado cade senza conseguenze Rigoberto Urán. Nonostante il gruppo si spezza dopo la discesa dall'unico GPM, la fuga viene ripresa e il gruppo torna compatto. Prova a fare un'azione con il vento laterale l'Education First (senza successo). A 5 km dal traguardo prova l'attacco in solitaria Remi Cavagna, ma viene ripreso all'ultimo km. La volata a ranghi compatti viene vinta al fotofinish da Fabio Jakobsen su Sam Bennett (nonostante la sua rimonta). Classifica generale invariata, con Nicolas Roche maglia rossa. Da segnalare il ritiro di Steven Kruijswijk, compagno di squadra importante per Primož Roglič.

### 5ª tappa
- 28 agosto: L'Eliana > Observatorio Astrofísico de Javalambre – 170,7 km

Risultati
| Pos. | Corridore     | Squadra   | Tempo    |
| ---- | ------------- | --------- | -------- |
| 1    | Ángel Madrazo | Burgos-BH | 4h58'31" |
| 2    | Jetse Bol     | Burgos-BH | a 10"    |
| 3    | José Herrada  | Cofidis   | a 22"    |

| Pos. | Corridore          | Squadra  | Tempo     |
| ---- | ------------------ | -------- | --------- |
| 1    | Miguel Ángel López | Astana   | 18h55'21" |
| 2    | Primož Roglič      | Jumbo    | a 14"     |
| 3    | Nairo Quintana     | Movistar | a 23"     |

Descrizione e riassunto
Primo arrivo in salita di questa Vuelta. Nei 170,7 km si affronta un Gpm di 2ª categoria, uno di 3ª categoria e la salita verso l'arrivo all'Observatorio Astrofísico de Javalambre (11,1 km al 7,8% con punte al 16%). Vanno in fuga 3 corridori, tra cui Ángel Madrazo che prende altri punti per la maglia a pois. Il gruppo lascia tantissimo spazio alla fuga (oltre 10'), tanto da permettre loro di giocarsi il successo di tappa. Incredibilmente vince Madrazo che, nonostante sia andato in difficoltà più volte lungo il percorso e la salita finale e dopo essere stato colpito dalla sua ammiraglia ai -20 km, riesce a staccare i compagni di fuga ai 500 metri dal traguardo. Nel gruppo (dopo una caduta a 32 km dal traguardo), sulla salita finale, si scatena la lotta tra i big della generale. Perde contatto ai -4 km la maglia rossa Nicolas Roche. Ai -3,5 km scatta Alejandro Valverde, seguito da Primož Roglič e Miguel Angel Lopez. Proprio quest'ultimo ai -3 km stacca tutti e va da solo. Il corridore colombiano arriva quarto al traguardo, con 12" di vantaggio sulla coppia Valverde-Roglic, 42" su Tadej Pogačar, 54" su Nairo Quintana, 1'24" su Rigoberto Urán e 1'30" sull'ex leader della generale Nicolas Roche. Infatti Lopez è la nuova maglia rossa, con 14" su Roglic, 23" su Quintana e 28" su Valverde. Fabio Aru deve quasi dire addio ai sogni di gloria, visto che ha quasi 3' di ritardo in classifica.

### 6ª tappa
- 29 agosto: Mora de Rubielos > Ares del Maestrat – 198,9 km

Risultati
| Pos. | Corridore     | Squadra      | Tempo    |
| ---- | ------------- | ------------ | -------- |
| 1    | Jesús Herrada | Cofidis      | 4h43'55" |
| 2    | Dylan Teuns   | Bahrain-Mer. | a 7"     |
| 3    | Dorian Godon  | AG2R         | a 21"    |

| Pos. | Corridore          | Squadra      | Tempo     |
| ---- | ------------------ | ------------ | --------- |
| 1    | Dylan Teuns        | Bahrain-Mer. | 23h44'00" |
| 2    | David de la Cruz   | Ineos        | a 38"     |
| 3    | Miguel Ángel López | Astana       | a 1'00"   |

Descrizione e riassunto
Tappa da fughe di 198,9 km con un GPM di 2ª categoria e tre di 3ª categoria, compreso l'arrivo ad Ares del Maestrat (salita pedalabile, 7,9 km al 5%). Vanno in fuga 10 corridori tra cui Dylan Teuns e David de la Cruz, che possono insidiare la maglia rossa di Lopez, con il gruppo che lascia fare. Una maxicaduta provoca i ritiri di diversi corridori, tra cui Rigoberto Urán e Nicolas Roche. Sul penultimo GPM dalla fuga prova a partire senza successo l'etiope Tsgabu Grmay. Sulla discesa cade Tejay van Garderen, mentre sull'ultima salita ai -3,5 km si forma in testa la coppia Jesús Herrada-Dylan Teuns. Il primo vince la tappa, il secondo si prende la maglia rossa. Nel gruppo dei migliori attacca nel finale Tadej Pogačar, che guadagna però solo 2". Tra gli altri big non ci sono distacchi.

### 7ª tappa
- 30 agosto: Onda > Mas de la Costa – 183,2 km

Risultati
| Pos. | Corridore          | Squadra  | Tempo    |
| ---- | ------------------ | -------- | -------- |
| 1    | Alejandro Valverde | Movistar | 4h34'11" |
| 2    | Primož Roglič      | Jumbo    | s.t.     |
| 3    | Miguel Ángel López | Astana   | a 6"     |

| Pos. | Corridore          | Squadra  | Tempo     |
| ---- | ------------------ | -------- | --------- |
| 1    | Miguel Ángel López | Astana   | 28h19'13" |
| 2    | Primož Roglič      | Jumbo    | a 6"      |
| 3    | Alejandro Valverde | Movistar | a 16"     |

Descrizione e riassunto
Tappa di montagna di 183,2 km con due GPM di 3ª categoria, due di 2° e l'arrivo in salita sul durissimo Mas de la Costa (1ª categoria, 4,1 km al 12,3% con punte al 25%). Si ritira Davide Formolo a causa della maxicaduta di ieri. Vanno in fuga circa 10 corridori tra cui Philippe Gilbert e Gianluca Brambilla. Il gruppo non lascia troppo terreno, con la Movistar che tira. Sul penultimo GPM si stacca la maglia rossa Dylan Teuns. La fuga viene ripresa all'inizio della salita finale. Dopo un'accelerazione della Jumbo-Visma, attacca Nairo Quintana, che si porta dietro di sé Alejandro Valverde, Primož Roglič e Miguel Angel Lopez. I quattro vanno insieme fino al traguardo e la volata viene vinta da Valverde su Roglic. A 6" Lopez e Quintana, a 42" Rafał Majka e a 51" Tadej Pogačar con Fabio Aru. Lopez torna in maglia rossa con 6" su Roglic, 16" su Valverde e 27" su Quintana.

### 8ª tappa
- 31 agosto: Valls > Igualada – 166,9 km

Risultati
| Pos. | Corridore          | Squadra    | Tempo    |
| ---- | ------------------ | ---------- | -------- |
| 1    | Nikias Arndt       | Sunweb     | 3h50'48" |
| 2    | Alex Aranburu      | Caja Rural | s.t.     |
| 3    | Tosh Van Der Sande | Lotto      | s.t.     |

| Pos. | Corridore          | Squadra      | Tempo     |
| ---- | ------------------ | ------------ | --------- |
| 1    | Nicolas Edet       | Cofidis      | 32h16'24" |
| 2    | Dylan Teuns        | Bahrain-Mer. | a 2'21"   |
| 3    | Miguel Ángel López | Astana       | a 3'01"   |

Descrizione e riassunto
Ottava tappa di questa Vuelta di 166,9 km adatta alle fughe, con un GPM di 2ª categoria a 27,5 km dal traguardo. Vanno in fuga 21 corridori tra cui Zdeněk Štybar, Luis León Sánchez, Nicolas Edet e Nikias Arndt. Sull'unico GPM di giornata nella fuga succede ben poco (tranne qualche corridore che si stacca, tra cui la maglia a pois Ángel Madrazo). A 3 km dall'arrivo attacca Zdeněk Štybar, ma viene ripreso all'ultimo chilometro. La volata ristretta sotto una forte pioggia viene vinta da Nikias Arndt (già vincitore dell'ultima tappa del Giro d'Italia 2016 dopo il declassamento di Giacomo Nizzolo). Il gruppo dei migliori arriva con 9'24" di ritardo, che permette a Nicolas Edet di essere la nuova maglia rossa, con 2'21" su Dylan Teuns (anche lui in fuga) e 3'01" su Miguel Angel Lopez. Non cambiano i leader delle altre classifiche.

### 9ª tappa
- 1º settembre: Andorra la Vella (AND) > Cortals d'Encamp (AND) – 94,4 km

Risultati
| Pos. | Corridore      | Squadra  | Tempo    |
| ---- | -------------- | -------- | -------- |
| 1    | Tadej Pogačar  | UAE      | 2h58'09" |
| 2    | Nairo Quintana | Movistar | a 23"    |
| 3    | Primož Roglič  | Jumbo    | a 48"    |

| Pos. | Corridore          | Squadra  | Tempo     |
| ---- | ------------------ | -------- | --------- |
| 1    | Nairo Quintana     | Movistar | 35h18'18" |
| 2    | Primož Roglič      | Jumbo    | a 6"      |
| 3    | Miguel Ángel López | Astana   | a 17"     |

Descrizione e riassunto
Tappa durissima sui Pirenei, ma di soli 94,4 km. Si affrontano in ordine il Coll d'Ordino (1ª categoria), il Coll de la Gallina (categoria Especial, 12,2 km all'8,3% con punte al 14%), due GPM di 2ª categoria, un tratto in sterrato di circa 4 km e la salita finale verso l'arrivo di Cortals D'Encamp (1ª categoria, 5,7 km all'8,3% con punte del 12%). Sulla prima salita vanno in fuga più di 30 corridori. Sul Coll de la Gallina transita per primo Geoffrey Bouchard (che prende tanti punti per la maglia a pois), mentre una foratura a Esteban Chaves gli fa perdere le ruote del gruppo dei migliori. Sul terzultimo GPM nel gruppo fa il vuoto Miguel Angel Lopez, mentre si stacca la maglia rossa Nicolas Edet. Il corridore colombiano all'attacco cade però nel tratto in sterrato (a causa della pioggia). A 5 km dal traguardo in testa c'è Marc Soler mentre all'inseguimento ci sono Nairo Quintana (suo compagno di squadra) e Tadej Pogačar. Il corridore di testa, nonostante l'ordine della squadra, si rifiuta di dare una mano a Quintana favorendo così Tadej Pogačar, che a 2,5 km dal traguardo attacca e va a vincere la tappa. Secondo Quintana a 23" (nuova maglia rossa), terzo e quarto Primož Roglič e Alejandro Valverde a 48", nono Miguel Angel Lopez a 1'01". Classifica generale che vede al comando Quintana con 6" su Roglič, 17" su Lopez, 20" su Valverde e 1'42" su Pogačar.

### 10ª tappa
- 3 settembre: Jurançon (FRA) > Pau (FRA) – Cronometro individuale – 36,2 km

Risultati
| Pos. | Corridore     | Squadra   | Tempo  |
| ---- | ------------- | --------- | ------ |
| 1    | Primož Roglič | Jumbo     | 47'05" |
| 2    | Patrick Bevin | CCC       | a 25"  |
| 3    | Rémi Cavagna  | Deceunick | a 27"  |

| Pos. | Corridore          | Squadra  | Tempo     |
| ---- | ------------------ | -------- | --------- |
| 1    | Primož Roglič      | Jumbo    | 36h05'29" |
| 2    | Alejandro Valverde | Movistar | a 1'52"   |
| 3    | Miguel Ángel López | Astana   | a 2'11"   |

Descrizione e riassunto
Dopo il primo giorno di riposo si riparte in Francia con una cronometro individuale piatta di 36,2 km, adatta agli specialisti. La tappa vede il dominio di Primož Roglič, che precede Patrick Bevin di 23" e Rémi Cavagna di 25". Guadagna 1'29" su Tadej Pogačar, 1'38" su Alejandro Valverde, 2' su Miguel Angel Lopez (che si è fatto riprendere dal corridore sloveno sulla linea d'arrivo) e 3'06" su Nairo Quintana. Roglic è la nuova maglia rossa con 1'52" su Valverde, 2'11" su Lopez, 3' su Quintana e 3'06" su Pogačar.

### 11ª tappa
- 4 settembre: Saint-Palais (FRA) > Urdax-Dantxarinea – 180 km

Risultati
| Pos. | Corridore       | Squadra      | Tempo    |
| ---- | --------------- | ------------ | -------- |
| 1    | Mikel Iturria   | Euskadi-Mur. | 4h36'44" |
| 2    | Jonathan Lastra | Caja Rural   | a 6"     |
| 3    | Lawson Craddock | Educ. First  | s.t.     |

| Pos. | Corridore          | Squadra  | Tempo     |
| ---- | ------------------ | -------- | --------- |
| 1    | Primož Roglič      | Jumbo    | 41h00'48" |
| 2    | Alejandro Valverde | Movistar | a 1'52"   |
| 3    | Miguel Ángel López | Astana   | a 2'11"   |

Descrizione e riassunto
Tappa di 180 km adatta alle fughe con un GPM di 2ª categoria e due di 3ª categoria (l'ultimo a 37 km dal traguardo), con continui saliscendi. Vanno in fuga 14 corridori a cui il gruppo lascia tantissimo spazio. Sulle salite e in pianura ci sono continui attacchi senza successo, ma a 24 km dal traguardo Mikel Iturria attacca da solo e guadagna subito 40". Gli inseguitori si organizzano in ritardo e così il corridore spagnolo riesce a vincere la sua prima corsa in carriera con pochi secondi di vantaggio sugli ex compagni di fuga. Il gruppo dei migliori arriva compatto a 18'35". Primož Roglič rimane in maglia rossa.

### 12ª tappa
- 5 settembre: Circuito di Navarra > Bilbao – 171,4 km

Risultati
| Pos. | Corridore        | Squadra      | Tempo    |
| ---- | ---------------- | ------------ | -------- |
| 1    | Philippe Gilbert | Deceuninck   | 3h48'18" |
| 2    | Alex Aranburu    | Caja Rural   | a 3"     |
| 3    | Fernando Barceló | Euskadi-Mur. | s.t.     |

| Pos. | Corridore          | Squadra  | Tempo     |
| ---- | ------------------ | -------- | --------- |
| 1    | Primož Roglič      | Jumbo    | 44h52'08" |
| 2    | Alejandro Valverde | Movistar | a 1'52"   |
| 3    | Miguel Ángel López | Astana   | a 2'11"   |

Descrizione e riassunto
Ancora una tappa adatta alle fughe di 171,4 km con quattro GPM di 3ª categoria (di cui l'ultimo, l'Alto de Arraiz, è lungo 2,5 km all'11% con punte oltre il 15% e termina a 7,6 km dal traguardo). La fuga con 19 corridori (tra cui Philippe Gilbert e Valerio Conti) riesce ad andare solo dopo 100 km di corsa. Il gruppo non lascia più di 5' ai fuggitivi, ma permette loro di giocarsi il successo di tappa. Sulla penultima salita provano ad andare via Felix Großschartner e Tsgabu Grmay, ma vengono ripresi dagli inseguitori all'inizio dellìultima salita. Proprio sull'ultima asperità Philippe Gilbert fa il vuoto e nonostante l'inseguimento di Alex Aranburu e di Fernando Barceló, riesce a vincere la tappa in solitaria. Tutti i big della classifica generale arrivano insieme a 3'02", con Primož Roglič che rimane in maglia rossa.

### 13ª tappa
- 6 settembre: Bilbao > Los Machucos/Monumento Vaca Pasiega – 166,4 km

Risultati
| Pos. | Corridore     | Squadra | Tempo    |
| ---- | ------------- | ------- | -------- |
| 1    | Tadej Pogačar | UAE     | 4h28'26" |
| 2    | Primož Roglič | Jumbo   | s.t.     |
| 3    | Pierre Latour | AG2R    | a 27"    |

| Pos. | Corridore          | Squadra  | Tempo     |
| ---- | ------------------ | -------- | --------- |
| 1    | Primož Roglič      | Jumbo    | 49h20'28" |
| 2    | Alejandro Valverde | Movistar | a 2'25"   |
| 3    | Tadej Pogačar      | UAE      | a 3'01"   |

Descrizione e riassunto.
Tappa di montagna di 166,4 km con quattro GPM di 3ª categoria, due di 2ª categoria e l'arrivo sul durissimo Alto de Los Machucos (categoria Especial, 6,8 km al 9,2% con punte al 27%). Fabio Aru si ritira dopo un dolore muscolare. Vanno in fuga una trentina di corridori (tra cui Sergio Higuita, Geoffrey Bouchard, Gianluca Brambilla e Thomas De Gendt) che non si danno molti cambi. Il gruppo all'inizio lascia più di 8' di vantaggio, ma il forcing dell'Astana (squadra di Miguel Angel Lopez) riduce tantissimo il vantaggio dei fuggitivi. Hector Saez prende per primo l'ultima dura salita, ma poi viene ripreso dal gruppo (così come gli altri fuggitivi successivamente). A 5 km dal traguardo prova a scattare Nairo Quintana, ma viene ripreso e poi perde anche contatto dagli altri uomini di classifica. A 2 km dal traguardo fa il vuoto la coppia slovena Primož Roglič-Tadej Pogačar, con quest'ultimo che vince la tappa davanti a Roglic e si prende anche la maglia bianca. Terzo a 27" Pierre Latour (ultimo superstite della fuga), che arriva insieme ad Alejandro Valverde e Nairo Quintana. Lopez arriva a 1'01". Roglic consolida il primato in classifica e ora ha 2'25" su Valverde, 3'01" su Pogačar, 3'18" su Lopez e 3'33" su Quintana.

### 14ª tappa
- 7 settembre: San Vicente de la Barquera > Oviedo – 188 km

Risultati
| Pos. | Corridore           | Squadra    | Tempo    |
| ---- | ------------------- | ---------- | -------- |
| 1    | Sam Bennett         | Bora       | 4h28'46" |
| 2    | Maximiliano Richeze | Deceuninck | s.t.     |
| 3    | Tosh Van Der Sande  | Lotto      | s.t.     |

| Pos. | Corridore          | Squadra  | Tempo     |
| ---- | ------------------ | -------- | --------- |
| 1    | Primož Roglič      | Jumbo    | 53h49'14" |
| 2    | Alejandro Valverde | Movistar | a 2'25"   |
| 3    | Tadej Pogačar      | UAE      | a 3'01"   |

Descrizione e riassunto
Tappa di 188 km con un solo GPM di 3ª categoria, adatta ai velocisti (nonostante il finale in leggerissima ascesa). Vanno in fuga sei corridori (che rimangono in cinque a 65 km dal traguardo a causa delle difficoltà di Stéphane Rossetto). Il gruppo non lascia spazio e infatti la fuga viene ripresa a 5 km dalla conclusione. All'ultimo chilometro una caduta di gruppo coinvolge (senza conseguenze) Valverde e Roglic (ma con la neutralizzazione dai 3 km dal traguardo non perdono niente in classifica). A 800 metri parte lunghissimo Tosh Van Der Sande, che però viene saltato facilmente da Sam Bennett, che vince la tappa davanti a Maximiliano Richeze. Primož Roglič rimane in maglia rossa.

### 15ª tappa
- 8 settembre: Tineo > Santuario del Acebo – 154,4 km

Risultati
| Pos. | Corridore          | Squadra | Tempo    |
| ---- | ------------------ | ------- | -------- |
| 1    | Sepp Kuss          | Jumbo   | 4h19'04" |
| 2    | Ruben Guerreiro    | Katusha | a 39"    |
| 3    | Tao Geoghegan Hart | Ineos   | a 40"    |

| Pos. | Corridore          | Squadra  | Tempo     |
| ---- | ------------------ | -------- | --------- |
| 1    | Primož Roglič      | Jumbo    | 58h10'32" |
| 2    | Alejandro Valverde | Movistar | a 2'25"   |
| 3    | Tadej Pogačar      | UAE      | a 3'42"   |

Descrizione e riassunto
Tappone di montagna di 154,4 km con quattro GPM di 1ª categoria, tra cui l'arrivo al Santuario del Acebo (7,9 km al 9,7% con punte al 17%). Vanno in fuga 17 corridori (tra cui Sepp Kuss, Tao Geoghegan Hart e Marc Soler) a cui il gruppo lascia molto spazio. La bagarre tra i fuggitivi e gli uomini di classifica si scatena solo sull'ultima salita. Davanti Sepp Kuss fa il vuoto e va a vincere la tappa in solitaria (dopo aver ripreso e staccato Sergio Samitier), dietro nel gruppo dei migliori attacca Alejandro Valverde a 6 km dal traguardo ma viene ripreso solo da Primož Roglič. Quest'ultima coppia fa il vuoto sugli altri uomini di classifica, con Miguel Angel Lopez e Tadej Pogačar che perdono 41" mentre Nairo Quintana perde 1'36". Primož Roglič rimane in maglia rossa con 2'25" su Valverde, 3'42" su Pogačar, 3'59" su Lopez e 5'09" su Quintana.

### 16ª tappa
- 9 settembre: Pravia > Alto de La Cubilla – 144,4 km

Risultati
| Pos. | Corridore          | Squadra | Tempo    |
| ---- | ------------------ | ------- | -------- |
| 1    | Jakob Fuglsang     | Astana  | 4h01'22" |
| 2    | Tao Geoghegan Hart | Ineos   | a 22"    |
| 3    | Luis León Sánchez  | Astana  | a 40"    |

| Pos. | Corridore          | Squadra  | Tempo     |
| ---- | ------------------ | -------- | --------- |
| 1    | Primož Roglič      | Jumbo    | 62h17'52" |
| 2    | Alejandro Valverde | Movistar | a 2'48"   |
| 3    | Tadej Pogačar      | UAE      | a 3'42"   |

Descrizione e riassunto
Ancora una tappa di montagna (più semplice rispetto al giorno precedente) di 144,4 km con due GPM di 1ª categoria e l'arrivo all'Alto de La Cubilla (categoria Especial, 17,8 km al 6,2%). Vanno in fuga una quindicina di corridori (tra cui Philippe Gilbert e Jakob Fuglsang), a cui il gruppo lascia spazio. Con i punti presi sul primo GPM, Geoffrey Bouchard strappa la maglia a pois ad Ángel Madrazo. Sull'ultima salita dopo diverse accelerazioni, davanti Jakob Fuglsang riesce a staccare tutti (l'ultimo a desistere è Gianluca Brambilla) e a vincere la tappa in solitaria. Nel gruppo dei migliori invece il forcing dell'Astana porta all'attacco Miguel Angel Lopez, seguito da Tadej Pogačar e successivamente da Primož Roglič. I tre arrivano insieme all'arrivo con 23" di vantaggio su Alejandro Valverde, che scivola in classifica a 2'48" da Roglic, che rimane saldamente al comando della generale. Ancora più staccato Nairo Quintana (7'43" dallo sloveno).

### 17ª tappa
- 11 settembre: Aranda de Duero > Guadalajara – 219,6 km

Risultati
| Pos. | Corridore        | Squadra    | Tempo    |
| ---- | ---------------- | ---------- | -------- |
| 1    | Philippe Gilbert | Deceuninck | 4h20'15" |
| 2    | Sam Bennett      | Bora       | a 2"     |
| 3    | Rémi Cavagna     | Deceuninck | s.t.     |

| Pos. | Corridore          | Squadra  | Tempo     |
| ---- | ------------------ | -------- | --------- |
| 1    | Primož Roglič      | Jumbo    | 66h43'36" |
| 2    | Nairo Quintana     | Movistar | a 2'24"   |
| 3    | Alejandro Valverde | Movistar | a 2'48"   |

Descrizione e riassunto
Tappa piatta senza GPM di 219,6 km (la più lunga di questa Vuelta), adatta ai velocisti. A causa del vento laterale, fin dal via l'andatura è velocissima. Vanno in fuga una trentina di corridori (sei sono della Deceuninck-Quick Step), tra cui Nairo Quintana. Nonostante anche il gruppo tiri a tutta, i fuggitivi riescono ad avere anche più di 6' di vantaggio. Su una leggera salita, il forcing della Movistar (squadra di Quintana) isola tutti i capitani delle varie squadre (specialmente Roglic che rimarrà fino all'arrivo da solo). Successivamente rientra qualche corridore dell'Astana, che limita i danni rispetto ai fuggitivi. Davanti nella volata ristretta parte lunghissimo Sam Bennett, che però viene saltato da Philippe Gilbert (favorito anche dalla leggera pendenza del rettilineo). Il campione belga taglia per primo al traguardo ad una media di 50,628km/h, tanto da aggiudicarsi il ruban jaune, premio che va al vincitore della corsa ciclistica di oltre 200 km con la media più alta (il record precedente era di Matteo Trentin, vincitore della Parigi-Tours 2015 a 49,642km/h). Il gruppo dei migliori arriva a 5'29", ritardo che permette a Nairo Quintana di salire in seconda posizione in classifica generale a 2'24" dal leader Primož Roglič.

### 18ª tappa
- 12 settembre: Colmenar Viejo > Becerril de la Sierra – 177,5 km

Risultati
| Pos. | Corridore          | Squadra     | Tempo    |
| ---- | ------------------ | ----------- | -------- |
| 1    | Sergio Higuita     | Educ. First | 4h33'09" |
| 2    | Primož Roglič      | Jumbo       | a 15"    |
| 3    | Alejandro Valverde | Movistar    | s.t.     |

| Pos. | Corridore          | Squadra  | Tempo     |
| ---- | ------------------ | -------- | --------- |
| 1    | Primož Roglič      | Jumbo    | 71h16'54" |
| 2    | Alejandro Valverde | Movistar | a 2'50"   |
| 3    | Nairo Quintana     | Movistar | a 3'31"   |

Descrizione e riassunto
Tappa di montagna di 177,5 km con quattro GPM di 1ª categoria (la terzultima salita, il Puerto de la Morcuera, è la più difficile con i suoi 10,4 km al 6,7% mentre l'ultima, il Puerto de Cotos, è lunga 13,9 km ma al 4,8% e termina a 25,6 km dal traguardo). Dopo diversi scatti e controscatti, sulla prima salita va via una fuga di una ventina di corridori, a cui il gruppo lascia massimo 5' di vantaggio. Sulla terzultima salita, a 60 km dal traguardo, attacca Miguel Angel Lopez, ma guadagna massimo 40". Infatti il corridore colombiano viene ripreso all'inizio dell'ultima salita dagli altri uomini di classifica (dopo essere stato da solo per tanti chilometri). Intanto davanti, sulla discesa dal terzultimo GPM va via da solo Sergio Higuita. Sull'ultima salita un altro attacco di Miguel Angel Lopez manda in crisi Tadej Pogačar e Nairo Quintana, ma non Alejandro Valverde e Primož Roglič che rimangono con lui. Higuita vince la tappa in solitaria (nonostante l'inseguimento del gruppo Roglic) davanti alla maglia rossa e Alejandro Valverde. Il gruppo Quintana-Pogačar arriva a 1'01" dagli altri big, ritardo che permette a Lopez di tornare a vestire la maglia bianca con 32" su Pogačar. Roglic rimane saldamente in testa alla classifica con 2'50" su Valverde, 3'31" su Quintana, 4'17" su Lopez e 4'49" su Pogačar.

### 19ª tappa
- 13 settembre: Avila > Toledo – 165,2 km

Risultati
| Pos. | Corridore     | Squadra    | Tempo    |
| ---- | ------------- | ---------- | -------- |
| 1    | Rémi Cavagna  | Deceuninck | 3h43'34" |
| 2    | Sam Bennett   | Bora       | a 5"     |
| 3    | Zdeněk Štybar | Deceuninck | s.t.     |

| Pos. | Corridore          | Squadra  | Tempo     |
| ---- | ------------------ | -------- | --------- |
| 1    | Primož Roglič      | Jumbo    | 75h00'33" |
| 2    | Alejandro Valverde | Movistar | a 2'50"   |
| 3    | Nairo Quintana     | Movistar | a 3'31"   |

Descrizione e riassunto
Tappa di media difficoltà con un solo GPM di 3ª categoria all'inizio, ma con l'ultimo chilometro in lastricato e in salita (pendenze fino al 15%). Va via una fuga di 10 corridori, a cui il gruppo lascia pochissimo spazio. La situazione rimane tranquilla fino a 66,3 km dal traguardo quando una caduta generale di gruppo coinvole Primož Roglič e Miguel Angel Lopez. La Movistar inizialmente fa un forcing grazie anche al leggero vento laterale (tando da arrivare ad avere più di 1' di vantaggio su Roglic), ma dopo la situazione torna alla normalità a 53 km dal traguardo (nel post-tappa ci saranno diverse polemiche per l'atteggiamento della squadra di Alejandro Valverde e Nairo Quintana). Davanti a 24,6 km dal traguardo attacca da solo Rèmi Cavagna che però ha solo 1' di vantaggio sul gruppo. Il corridore francese riesce comunque a vincere la tappa nonostante il veloce inseguimento del plotone. Secondo a 5" arriva Sam Bennett (che si dimostra forte anche sugli strappi), terzo Zdeněk Štybar (compagno di squadra di Cavagna). Non ci sono distacchi in classifica con Roglic che rimane in maglia rossa.

### 20ª tappa
- 14 settembre: Arenas de San Pedro > Plataforma de Gredos – 190,4 km

Risultati
| Pos. | Corridore          | Squadra  | Tempo    |
| ---- | ------------------ | -------- | -------- |
| 1    | Tadej Pogačar      | UAE      | 5h16'40" |
| 2    | Alejandro Valverde | Movistar | a 1'32"  |
| 3    | Rafał Majka        | Bora     | s.t.     |

| Pos. | Corridore          | Squadra  | Tempo     |
| ---- | ------------------ | -------- | --------- |
| 1    | Primož Roglič      | Jumbo    | 80h18'54" |
| 2    | Alejandro Valverde | Movistar | a 2'33"   |
| 3    | Tadej Pogačar      | UAE      | a 2'55"   |

Descrizione e riassunto
Ultima tappa di montagna di 190,4 km per cambiare le posizioni in classifica generale. Ci sono due GPM di 3ª categoria (tra cui l'arrivo a Plataforma de Gredos, 9,4 km al 3,8% con punte oltre il 10%), due di 2ª categoria e due di 1ª categoria (tra cui il Puerto de Peña Negra, 14,2 km al 5,9% a 34,2 km dal traguardo). Vanno in fuga circa 15 corridori, ma il gruppo lascia poco spazio (massimo 4'). Sul Puerto de Peña Negra attacca a 43 km dal traguardo Miguel Angel Lopez, senza riuscire però a fare la differenza, cosa che invece riesce a Tadej Pogačar che a 39 km dall'arrivo fa il vuoto, riprende e stacca gli ultimi fuggitivi rimasti ancora in corsa, rimanendo da solo in testa alla corsa. Dietro nel gruppo dei migliori non c'è accordo, e così il corridore sloveno riesce a vincere la tappa in solitaria, a riprendersi la maglia bianca e salire addirittura sul podio (terzo) di questa Vuelta. Rispettivamente secondo e terzo arrivano a 1'32" Alejandro Valverde e Rafał Majka. Roglic, leggermente staccato, arriva a 1'41" dal connazionale, Nairo Quintana a 1'56" e Lopez a 2'12". La classifica generale, ormai definitiva (manca solo la classica passerella di Madrid), vede Roglic vincitore, secondo a 2'33" Valverde, terzo a 2'55" Pogačar, quarto a 3'46" Quintana, quinto a 4'48" Lopez.

### 21ª tappa
- 15 settembre: Fuenlabrada > Madrid – 106,6 km

Risultati
| Pos. | Corridore      | Squadra    | Tempo    |
| ---- | -------------- | ---------- | -------- |
| 1    | Fabio Jakobsen | Deceuninck | 2h48'20" |
| 2    | Sam Bennett    | Bora       | s.t.     |
| 3    | Szymon Sajnok  | CCC        | s.t.     |

| Pos. | Corridore          | Squadra  | Tempo     |
| ---- | ------------------ | -------- | --------- |
| 1    | Primož Roglič      | Jumbo    | 83h07'14" |
| 2    | Alejandro Valverde | Movistar | a 2'33"   |
| 3    | Tadej Pogačar      | UAE      | a 2'55"   |

Descrizione e riassunto
Ultima tappa (piatta) di questa Vuelta di 106,6 km con il classico circuito di Madrid (5,9 km) da ripetere 10 volte. Parte iniziale di questa tappa dedicata ai festeggiamenti del vincitore della Vuelta Primož Roglič. Una volta entrati nel circuito madrileno provano ad avvantaggiarsi Daniel Martínez e Diego Rubio ma vengono ripresi a 7 km dal traguardo. La volata a ranghi compatti viene vinta da Fabio Jakobsen davanti al rivale Sam Bennett, terzo Szymon Sajnok. Dopodiché si svolgono le premiazioni che incoronano Primož Roglič re di questa Vuelta che si aggiudica anche la maglia verde. Secondo in classifica Alejandro Valverde, terzo Tadej Pogačar (che si prende anche la maglia bianca di miglior giovane). La maglia a pois di miglior scalatore va a Geoffrey Bouchard, capace di strapparla nelle ultime occasioni ad Ángel Madrazo. Il premio di supercombattivo va a Miguel Angel Lopez, mentre la classifica a squadre alla Movistar Team.

## Evoluzione delle classifiche
| Tappa              | Vincitore          | Classifica generale Maglia rossa | Classifica a punti Maglia verde | Classifica scalatori Maglia a pois | Classifica giovani Maglia bianca | Classifica a squadre | Premio combattività Numero verde |
| ------------------ | ------------------ | -------------------------------- | ------------------------------- | ---------------------------------- | -------------------------------- | -------------------- | -------------------------------- |
| 1ª                 | Astana Pro Team    | Miguel Ángel López               | non assegnata                   | non assegnata                      | Miguel Ángel López               | Astana Pro Team      | Miguel Ángel López               |
| 2ª                 | Nairo Quintana     | Nicolas Roche                    | Nairo Quintana                  | Ángel Madrazo                      | Miguel Ángel López               | Team Sunweb          | Ángel Madrazo                    |
| 3ª                 | Sam Bennett        | Nicolas Roche                    | Nairo Quintana                  | Ángel Madrazo                      | Miguel Ángel López               | Team Sunweb          | Ángel Madrazo                    |
| 4ª                 | Fabio Jakobsen     | Nicolas Roche                    | Sam Bennett                     | Ángel Madrazo                      | Miguel Ángel López               | Team Sunweb          | Jorge Cubero                     |
| 5ª                 | Ángel Madrazo      | Miguel Ángel López               | Sam Bennett                     | Ángel Madrazo                      | Miguel Ángel López               | Movistar Team        | José Herrada                     |
| 6ª                 | Jesús Herrada      | Dylan Teuns                      | Sam Bennett                     | Ángel Madrazo                      | Miguel Ángel López               | Movistar Team        | Jesús Herrada                    |
| 7ª                 | Alejandro Valverde | Miguel Ángel López               | Nairo Quintana                  | Ángel Madrazo                      | Miguel Ángel López               | Movistar Team        | Sergio Henao                     |
| 8ª                 | Nikias Arndt       | Nicolas Edet                     | Nairo Quintana                  | Ángel Madrazo                      | Miguel Ángel López               | Movistar Team        | David de la Cruz                 |
| 9ª                 | Tadej Pogačar      | Nairo Quintana                   | Nairo Quintana                  | Ángel Madrazo                      | Miguel Ángel López               | Movistar Team        | Geoffrey Bouchard                |
| 10ª                | Primož Roglič      | Primož Roglič                    | Primož Roglič                   | Ángel Madrazo                      | Miguel Ángel López               | Movistar Team        | Primož Roglič                    |
| 11ª                | Mikel Iturria      | Primož Roglič                    | Primož Roglič                   | Ángel Madrazo                      | Miguel Ángel López               | Movistar Team        | Alex Aranburu                    |
| 12ª                | Philippe Gilbert   | Primož Roglič                    | Primož Roglič                   | Ángel Madrazo                      | Miguel Ángel López               | Movistar Team        | Philippe Gilbert                 |
| 13ª                | Tadej Pogačar      | Primož Roglič                    | Primož Roglič                   | Ángel Madrazo                      | Tadej Pogačar                    | Movistar Team        | Hector Saez                      |
| 14ª                | Sam Bennett        | Primož Roglič                    | Primož Roglič                   | Ángel Madrazo                      | Tadej Pogačar                    | Movistar Team        | Diego Rubio                      |
| 15ª                | Sepp Kuss          | Primož Roglič                    | Primož Roglič                   | Ángel Madrazo                      | Tadej Pogačar                    | Movistar Team        | Sergio Samitier                  |
| 16ª                | Jakob Fuglsang     | Primož Roglič                    | Primož Roglič                   | Geoffrey Bouchard                  | Tadej Pogačar                    | Movistar Team        | Ángel Madrazo                    |
| 17ª                | Philippe Gilbert   | Primož Roglič                    | Primož Roglič                   | Geoffrey Bouchard                  | Tadej Pogačar                    | Movistar Team        | Nairo Quintana                   |
| 18ª                | Sergio Higuita     | Primož Roglič                    | Primož Roglič                   | Geoffrey Bouchard                  | Miguel Ángel López               | Movistar Team        | Sergio Higuita                   |
| 19ª                | Rémi Cavagna       | Primož Roglič                    | Primož Roglič                   | Geoffrey Bouchard                  | Miguel Ángel López               | Movistar Team        | Rémi Cavagna                     |
| 20ª                | Tadej Pogačar      | Primož Roglič                    | Primož Roglič                   | Geoffrey Bouchard                  | Tadej Pogačar                    | Movistar Team        | Tao Geoghegan Hart               |
| 21ª                | Fabio Jakobsen     | Primož Roglič                    | Primož Roglič                   | Geoffrey Bouchard                  | Tadej Pogačar                    | Movistar Team        | non assegnato                    |
| Classifiche finali | Classifiche finali | Primož Roglič                    | Primož Roglič                   | Geoffrey Bouchard                  | Tadej Pogačar                    | Movistar Team        | Miguel Ángel López               |

Maglie indossate da altri ciclisti in caso di due o più maglie vinte
- Nella 2ª tappa Dario Cataldo ha indossato la maglia verde, non assegnata al termine della 1ª.
- Nella 2ª tappa Jakob Fuglsang ha indossato la maglia a pois, non assegnata al termine della 1ª.
- Nella 2ª tappa James Knox ha indossato la maglia bianca al posto di Miguel Ángel López.
- Nella 6ª e nell'8ª tappa Tadej Pogačar ha indossato la maglia bianca al posto di Miguel Ángel López.
- Nella 10ª tappa Primož Roglič ha indossato la maglia verde al posto di Nairo Quintana.
- Dalla 11ª alla 18ª tappa Nairo Quintana ha indossato la maglia verde al posto di Primož Roglič.
- Nella 19ª e nella 20ª tappa Tadej Pogačar ha indossato la maglia verde al posto di Primož Roglič.
- Nella 21ª tappa Nairo Quintana ha indossato la maglia verde al posto di Primož Roglič.

## Classifiche finali

### Classifica generale - Maglia rossa
| Pos. | Corridore          | Squadra    | Tempo     |
| ---- | ------------------ | ---------- | --------- |
| 1    | Primož Roglič      | Jumbo      | 83h07'14" |
| 2    | Alejandro Valverde | Movistar   | a 2'33"   |
| 3    | Tadej Pogačar      | UAE        | a 2'55"   |
| 4    | Nairo Quintana     | Movistar   | a 3'46"   |
| 5    | Miguel Ángel López | Astana     | a 4'48"   |
| 6    | Rafał Majka        | Bora       | a 7'33"   |
| 7    | Wilco Kelderman    | Sunweb     | a 10'04"  |
| 8    | Carl Fredrik Hagen | Lotto      | a 12'64"  |
| 9    | Marc Soler         | Movistar   | a 22'27"  |
| 10   | Mikel Nieve        | Mitchelton | a 22'34"  |

### Classifica a punti - Maglia verde
| Pos. | Corridore          | Squadra  | Punti |
| ---- | ------------------ | -------- | ----- |
| 1    | Primož Roglič      | Jumbo    | 155   |
| 2    | Tadej Pogačar      | UAE      | 136   |
| 3    | Sam Bennett        | Bora     | 134   |
| 4    | Alejandro Valverde | Movistar | 132   |
| 5    | Nairo Quintana     | Movistar | 100   |

### Classifica scalatori - Maglia a pois
| Pos. | Corridore          | Squadra | Punti |
| ---- | ------------------ | ------- | ----- |
| 1    | Geoffrey Bouchard  | AG2R    | 76    |
| 2    | Ángel Madrazo      | Burgos  | 44    |
| 3    | Sergio Samitier    | Euskadi | 42    |
| 4    | Tadej Pogačar      | UAE     | 38    |
| 5    | Tao Geoghegan Hart | Ineos   | 35    |

### Classifica giovani - Maglia bianca
| Pos. | Corridore       | Squadra     | Punti     |
| ---- | --------------- | ----------- | --------- |
| 1    | Tadej Pogačar   | UAE         | 83h10'09" |
| 2    | M. Ángel López  | Astana      | a 1'53"   |
| 3    | James Knox      | Deceuninck  | a 20'00"  |
| 4    | Sergio Higuita  | Educ. First | a 29'22"  |
| 5    | Ruben Guerreiro | Katusha     | a 39'10"  |

### Classifica a squadre
| Pos. | Squadra          | Tempo      |
| ---- | ---------------- | ---------- |
| 1    | Movistar Team    | 248h26'24" |
| 2    | Astana Pro Team  | a 51'38"   |
| 3    | Team Jumbo-Visma | a 2h03'42" |
| 4    | Mitchelton-Scott | a 2h26'47" |
| 5    | AG2R La Mondiale | a 3h14'09" |